# پوزلاتا
پوزلاتا (به صربی: Pozlata) یک منطقهٔ مسکونی در صربستان است که در کروشواتس واقع شده‌است. پوزلاتا ۱۲۵ نفر جمعیت دارد.